# Campeonato Asiático de Handebol Masculino de 1989
O Campeonato Asiático de Handebol Masculino de 1989 (1989 البطولة الآسيوية لكرة اليد للرجال (em árabe)) foi a quinta edição do principal campeonato de andebol (português europeu) ou handebol (português brasileiro) masculino do continente asiático. A China foi o país sede e os jogos ocorreram na cidade de Pequim.
A Coreia do Sul foi campeã pela terceira vez, com o Japão segundo e o Kuwait terceiro.